# انقلاب بورما 1962

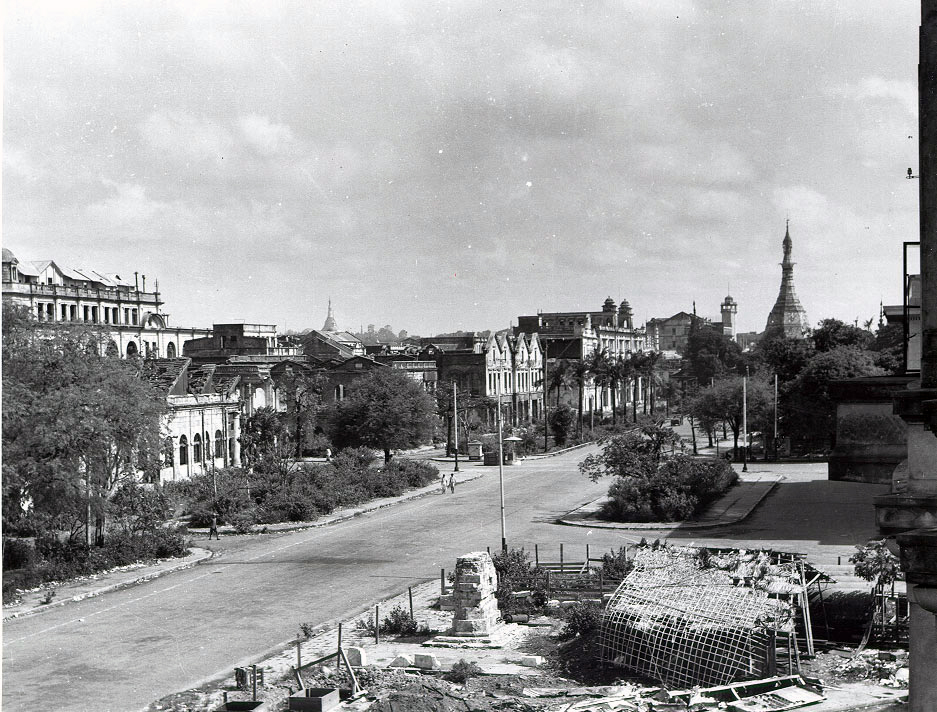
يُظهر هذا المنظر من الشرفة الأمامية لدائرة الجمارك معبد سولي على اليمين، وعلى مسافة بعيدة، على اليسار، معبد شوي-دا-غون، أكبر معابد رانغون وأكثرها فخامة. في المقدمة مباشرةً، في الزاوية السفلية اليمنى من الصورة، يظهر هيكل جناح طائرة مقاتلة أمريكية من طراز بي-51 موستانج تحطمت هناك، واصطدمت بجانب دائرة الجمارك. لم تكن لدينا أي معلومات عن مصير الطيار.

شكّل الانقلاب البورمي في 2 مارس من عام 1962 بداية حكم الحزب الواحد والهيمنة السياسية للجيش في بورما (ميانمار اليوم) التي امتدت على مدار 26 عامًا. في الانقلاب، حل الجيش، بقيادة المجلس الثوري الموحد الذي ترأسه الجنرال ني وين، محل حكومة رابطة حرية الشعب المناهضة للفاشية المدنية التي ترأسها رئيس الوزراء ني وين.
في السنوات الـ12 الأولى التي أعقبت الانقلاب، حُكمت البلاد بالأحكام العرفية وشهدت توسعًا كبيرًا في دور الجيش في الاقتصاد الوطني والسياسة وبيروقراطية الدولة. في أعقاب دستور عام 1974، سلم المجلس الثوري السلطة إلى الحكومة المنتخبة، المكونة من حزب واحد، حزب البرنامج الاشتراكي البورمي الذي أسسه المجلس عام 1962. بقيت الحكومة المنتخبة هجينًا من المدنيين والعسكريين حتى 18 سبتمبر من عام 1988، حين استولى الجيش من جديد على السلطة باسم مجلس قانون الدولة واستعادة النظام (الذي أعيدت تسميته آنذاك إلى مجلس الدولة للسلام والتنمية) في أعقاب انتفاضة 8888 الوطنية والانهيار الفعلي للنظام الاشتراكي. احتفظ المجلس العسكري بالسلطة لـ23 عامًا حتى عام 2011، حين انتقلت السلطة إلى حزب التضامن والتنمية الموحد.

## الخلفية
بعد نهاية الحرب العالمية الثانية واستقلال بورما عام 1948، باتت بورما دولة اشتراكية ديمقراطية وانضمت إلى حركة عدم الانحياز. عيّن يو نو، رئيس الوزراء المنتخب، ني وين رئيس أركان القوات المسلحة في 1 فبراير 1949، ومُنح سيطرة تامة على الجيش ليحل محل الجنرال سميث دون، الكاريني الإثنية.
ومع ذلك، وجّه الاقتصاد المتدهور والاضطراب الاجتماعي التركيز إلى الجيش. في أكتوبر من عام 1958، حين قارب عدم الاستقرار في المجتمع مستوى أزمة أمن قومي، طلبت الحكومة المدنية ورئيس الوزراء يو نو من الجيش ومن ني وين التدخل كحكومة انتقالية مؤقتة. بمجرد استعادة النظام السياسي، كان من المتوقع أن تقوم الحكومة المؤقتة بإجراء انتخابات عامة واستعادة الحكم المدني.
تعزز الدعم الشعبي للجيش بعد أن سهّل الجيش انتخابات عام 1960 واعترف بسلطة الحكومة المدنية المنتخبة لرابطة حرية الشعب المناهضة للفاشية، بقيادة يو نو.
وعلى الرغم من ذلك، استمرت عامة الشعب بالنظر إلى الحكومة المنتخبة كحكومة فاسدة وغير كفؤة في حكم البلاد، وغير قادرة على استعادة القانون والنظام في مجتمع بورمي تميز بمعدلات جريمة متزايدة باستمرار. استمر النظر إلى الجيش كعنصر حاسم في ضمان الاستقرار الاجتماعي الذي كان أولوية قصوى بين الشعب البورمي بعد سنوات من الاستعمار والحرب العالمية الثانية.

## الانقلاب
بعد مرور أقل من عامين على تسليم الحكومة المؤقتة للسلطة إلى حكومة القوات المسلحة الفلبينية في 2 مارس من عام 1962، استولى ني وين على السلطة مرة أخرى عبر انقلاب عسكري. أصبح ني وين رئيسًا للدولة كرئيس المجلس الثوري الموحد وأيضًا رئيسًا للوزراء. واعتقل يو نو وساو شوي ثايك وآخرين، وأعلن قيام دولة اشتراكية تدار من قبل «المجلس الثوري» من كبار الضباط العسكريين. قُتل ساو مي ثايك، نجل ساو شوي ثايك، رميًا بالرصاص في ما وصفته وسائل الإعلام العالمية عمومًا بانقلاب «سلمي». واختفى أيضًا ثيبو سوبوا ساو كيا سينغ في ظروف غامضة بعد توقيفه عند نقطة تفتيش بالقرب من تاونغي.
مع اندلاع أعمال شغب في جامعة رانجون في يوليو من عام 1962، أُرسلت قوات لاستعادة النظام. أطلقت القوات النيران على المتظاهرين ودمرت مبنى اتحاد الطلاب. بعد ذلك بوقت قصير، توجه ني وين إلى الأمة بخطاب إذاعي مدته خمس دقائق والذي اختُتم بالبيان: «إذا كانت هذه الاضطرابات قد حدثت بهدف تحدينا، فلا بد لي من أن أعلن أننا سنقاتل السيف بالسيف والرمح بالرمح». في 13 يوليو 1962، أي بعد مرور أقل من أسبوع على الخطاب، غادر ني وين إلى النمسا وسويسرا والمملكة المتحدة «لإجراء فحوص طبية».
أُغلقت جميع الجامعات لأكثر من عامين حتى سبتمبر من عام 1964.
في عام 1988، بعد مرور 26 عامًا، نفى ني وين أي صلة له بتفجير مبنى اتحاد الطلبة بالديناميت، مشيرًا إلى أن نائبه العميد أونغ جي، الذي كان في تلك الآونة قد دخل في خلاف مع ني وين وتعرض للفصل، أصدر أمرًا بتفجير المبنى بالديناميت. ذكر ني وين أيضًا أنه كان عليه، بصفته «زعيمًا ثوريًا»، أن يتحمل هو نفسه المسؤولية عن الحادث عبر إلقاء خطاب «السيف بالسيف والرمح بالرمح».

### الاستراتيجية
بالنظر إلى ضعف مكانة حكومة رابطة حرية الشعب المناهضة للفاشية ضمن المجتمع، لم يكن الانقلاب متوقعًا، وحث أعضاءٌ في الجيش ني وين على الاستيلاء على السلطة. اعتبرت العديد من الحكومات الأجنبية أن استيلاء الجيش على السلطة يشكل تطورًا منطقيًا، إن لم يكن إيجابيًا.
نُفذ الانقلاب باعتقال رئيس الوزراء يو نو وخمسة أعضاء آخرين في الحكومة، ورئيس القضاة ونحو ثلاثين سياسيًا وقادة سابقين من ولايتي شان وكايا. قُتل شخص واحد فقط، وهو نجل الجنرال ساو شوي ثايك، مما دفع إلى وصف الانقلاب بالسلمي.
تختلف الأوصاف التي تُطلق على الانقلاب في الأدبيات العلمية حين يتعلق الأمر بكيفية التنسيق العسكري للانقلاب. وفقًا للمؤرخ روبيرت إتش. تايلور، استولى ني وين على السلطة سرًا، دون علم حتى نائب قائد القوة المسلحة، العميد أونغ جي. لم يشارك في العملية سوى 28 ضابطًا، ولم يكن أحد سوى ني وين على علم بتاريخ الانقلاب. في المقابل، تصف المؤرخة ماري بي. كالاهان الانقلاب بأنه إنجاز عسكري عالي التنسيق «نشر القوات والدبابات في استيلاء علني على السلطة». في حين أن تايلور ينسب تأثيرًا أكبر إلى ني وين كفرد في تنظيم الانقلاب، تذكر كالاهان ني وين كواحد من بين عدد من العملاء، بما في ذلك القادة الميدانيين وقادة الدبابات والموظفين الإداريين الذين شاركوا في الانقلاب. في الحقيقة، ترى كالاهان أن الانقلاب أوضح أن الجيش كان يتصرف ككيان بيروقراطي موحد، وأن ذلك الكيان قد يكون ما يفسر ديمومة الحكم الاستبدادي الذي أعقب ذلك.

## أسباب الانقلاب
كانت هناك تفسيرات مختلفة لسبب تخطيط الجيش، بقيادة ني وين، لانقلاب عسكري بعد أقل من عامين على الاعتراف بسلطة الحكومة المدنية.
أحد الأسباب، الذي أبرزه العديد من المؤرخين، هو أن الانقلاب كان ردًا على الخوف المتزايد ضمن الجيش من انجراف اتحاد بورما نحو التفكك في ظل حكومة رابطة حرية الشعب المناهضة للفاشية.
وجد هذا التفسير صدى مع التفسير الذي قدمه الجيش في البيان الصحفي الرسمي بعد الانقلاب. بحلول عام 1962 اعتُبرت وحدة البلاد مهددة من قبل الأقليتين، شان وكايا، اللتين كانتا تطالبان بحقوقهما، المنصوص عليها في دستور عام 1947، في الانسحاب من الاتحاد. علاوة على ذلك، بدأ زعماء شان في تشكيل معارضة مسلحة ضد يانجون للمطالبة بـ«حق تقرير المصير الوطني» لشان. رأى الجيش وني وين أن من مسؤوليتهما حماية تماسك الاتحاد وقُدم الانقلاب في البيان الصحفي الرسمي كضرورة نظرًا إلى سياسات حكومة رابطة حرية الشعب المناهضة للفاشية. كانت محاولة يو نو جعل البوذية دين الدولة إشكالية خاصة، إذ إنها زادت من دوافع الأقليات المسيحية للقتال من أجل الاستقلال الذاتي.